# South Park (Colorado)

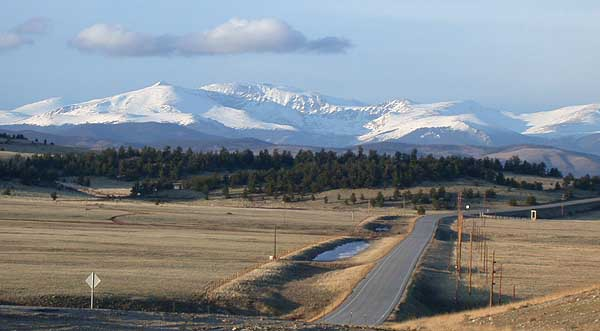
Blick über South Park entlang dem U.S. Highway 285 ostwärts auf die Front Range zu

South Park (wörtlich etwa Südlicher Jagdgrund) ist ein etwa 3000 m hoch zwischen den Bergen gelegenes Graslandgebiet in den Rocky Mountains im zentralen Teil von Colorado. Es umfasst rund 2800 km² und liegt um das Quellgebiet des South Platte River im Park County etwa 100 km südwestlich von Denver. Es ist das südlichste von drei solchen Berghochtälern in Colorado, die anderen sind North Park und Middle Park. Die größte Stadt in South Park ist Fairplay, die sich in der Nähe des nördlichen Endes befindet.

## Geologie
Geologisch gesehen ist der Talboden von South Park ein breites grabenbruchartiges Synklinal zwischen den Grundgebirgsblöcken der Front Range im Osten und dem Sawatch Uplift im Westen. Die Mosquito Range riegelt das Tal gegen Westen ab. Das seit langem erloschene Thirty-Nine-Mile-Vulkangebiet liegt unweit in südöstlicher Richtung. Der Talboden selbst wird hauptsächlich von paläozoischen und mesozoischen Sedimentgesteinen unterlagert, welche von einer relativ dünnen glazigenen Gerölllage aus dem Pleistozän verdeckt werden. Die Sedimentgesteine fallen hierbei leicht nach Osten ein.
Die jüngere Ostseite des Tals wird vorwiegend vom kreidezeitlichen Pierre Shale aufgebaut, in der älteren Westseite (westlich vom Red Hill) liegen Sedimente aus dem Perm und dem Pennsylvanium (Oberkarbon). Der Red Hill bildet in der Talmitte einen Schichtrücken aus kreidezeitlichen und jurassischen Sedimentgesteinen.

## Bodenschätze

### Gold
Der Goldbergbau setzte in South Park im Jahr 1859 ein (siehe Pikes Peak Goldrausch). Ausgedehnte Seifenvorkommen wurden im Westteil von South Park abgebaut und in der Mosquito Range gab es Adervorkommen. Die riesigen Geröllhalden östlich von Fairplay sind ein Resultat des ehemaligen Goldbergbaus.

### Erdöl
Selbst wenn in South Park einige der gleichen Gesteinsformationen wie im weiter ostwärts gelegenen, öl- und gasführenden Denver-Becken auftreten, so war die Suche nach kommerziell förderungswürdigen Öl- und Gasvorkommen dennoch bisher erfolglos.

### Uran
An Uran (hier vornehmlich an Sandsteine gebunden) wurden bisher nur relativ geringe Mengen in South Park abgebaut.

## Verkehr
Das Tal wird von verschiedenen Fernstraßen durchquert, darunter dem U.S. Highway 285. Dieser führt von Osten her über den Kenosha Pass durch die Front Range und verbindet die Region mit Denver. Der Highway führt über den Red Hill Pass. Im Norden ist das Tal über verschiedene Hochgebirspässe mit dem Tal des North Fork South Platte River, einem Zufluss des South Platte River, verbunden. Über den Hoosier Pass führt die Straße zum Blue River bei Breckenridge. Am südwestlichen Ende führt der Trout Creek Pass, am Südende der Mosquito Range zum Oberlauf des Arkansas River bei Buena Vista. Der U.S. Highway 24 führt von Osten her über den Wilkerson Pass nach South Park.

## Geschichte
Wie der größte Teil des bergigen Gebietes Colorados war das Tal vor der Ankunft der Weißen in der Mitte des 19. Jahrhunderts von den Ute bewohnt. Es wurde auf der zweiten Expedition von John C. Frémont 1844 erkundet. Die Entdeckung von Gold in den Wasserläufen führte 1859 zum Colorado-Goldrausch, der mehr Kundschafter und Bergleute in die Region strömen ließ. Fairplay wurde in dieser Zeit als ein Platz gegründet, an dem Gesetz und Ordnung mehr respektiert wurden als in der älteren, in der Nähe gelegenen Stadt Tarryall. Fairplay blieb das Zentrum der Bergbaus von Gold und Silber im South Park bis zur Mitte des 20. Jahrhunderts. South Park City, ein Freilichtmuseum außerhalb von Fairplay, zeigt Gebäude und Gegenstände aus der Zeit des Goldrausches. Das Tal ist mit Denver durch eine Erweiterung der Denver, South Park and Pacific Railroad verbunden, die 1879 über den Kenosha Pass gebaut wurde.

## Populäre Kultur
In den 1990er Jahren wurde South Park dafür bekannt, dass es der Animationsserie South Park den Namen gab. Trey Parker, einer der Schöpfer der Fernsehserie, wuchs in Conifer auf, etwa 70 km nordöstlich von Fairplay.